# Neumanns kerkuil
Neumanns kerkuil (Tyto nigrobrunnea) is een soort kerkuil die endemisch is op de Indonesische eilanden van de Soela-groep. De vogel werd verzameld in 1838 tijdens een expeditie door de Soela-eilanden georganiseerd door het Amerikaanse Agassiz Museum of Comparative Zoology in Cambridge in Massachusetts (sinds 1998 het Harvard Museum of Natural History). In 1939 beschreef de Duitse vogelkundige Oscar Neumann (die tijdig Nazi-Duitsland wist te ontvluchten) deze uil als nieuwe soort. Neumanns kerkuil wordt ook wel als een ondersoort beschouwd van de minahassakerkuil (T. inexspectata).

## Status
Na 1939 zijn er alleen zichtwaarnemingen gedaan en bestaat bij onderzoekers de indruk dat de uil bekend is bij de eilandbewoners. Er is een in 1991 gedocumenteerde zichtwaarneming. Deze waarneming werd gedaan in selectief gekapt regenwoud, mogelijk een aanwijzing dat de vogel niet aan strikt ongeschonden regenwoud is gebonden. In 2000 werd Neumanns kerkuil op advies van BirdLife International als bedreigd op de Rode Lijst van de IUCN geplaatst. In 2009 zijn weer zichtwaarnemingen gedocumenteerd. In 2015 werd de status kwetsbaar, want er zijn aanwijzingen dat deze uil, hoewel zeer schaars en lastig waarneembaar, een groter verspreidingsgebied heeft dan eerder verondersteld.